# Isaak Benrubi

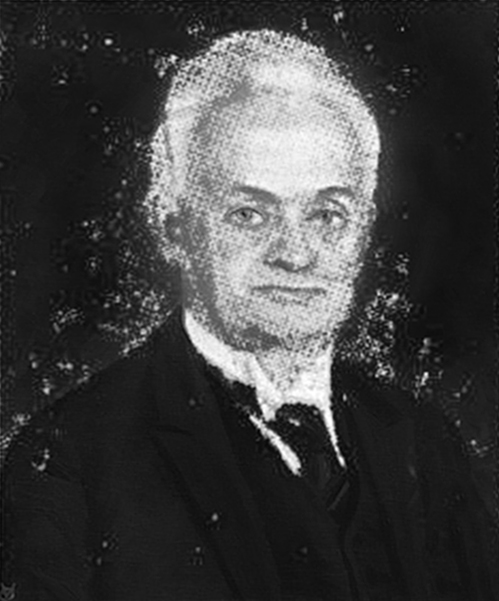
Isaac Benubi (1943)

Isaak Benrubi (* 24. Mai 1876 in Thessaloniki, Ottomanisches Reich; † 19. Oktober 1943 in Genf, Schweiz) war ein Philosoph jüdischer Abstammung aus der seinerzeit osmanischen Stadt Thessaloniki. Er setzte sich in seiner Arbeit gegen die konventionelle Begriffsunterscheidung von „Subjekt“ und „Objekt“ in der Erkenntnistheorie zur Wehr und proklamierte, die Realität sei vielmehr nur durch Beides gemeinsam, Subjekt und Objekt zugleich, existent: „Ich kann nicht ohne das Universum existieren, noch kann das Universum ohne mich existieren“.

## Biographie
Benrubi wurde 1876 in Thessaloniki, im Osmanischen Reich geboren. Er stammte aus einer alten Familie von Rabbinern und derselben jüdischen Gemeinde mit portugiesischen Wurzeln, der auch Spinoza in Amsterdam angehörte. Benrubi studierte Philosophie und erhielt seine Ausbildung in Jena, Berlin und Paris von 1898 bis 1914.
1904 verfasste er seine Doktorarbeit in Deutsch, unter der Betreuung seines Mentors Rudolf Eucken, über „Jean-Jacques Rousseaus ethisches Ideal“. Laut Benrubi sei Rousseau die Quelle für alle deutsche Philosophie, von Kant bis Nietzsche, und geistiger Vater der großen Dichter Goethe, Schiller und Hölderlin. 1904 nahm er am 2. Kongress der Philosophie in Genf teil, wo er sich schließlich niederließ, um an der dortigen Hochschule bis zu seinem Tod die Geschichte der Europäischen Philosophie zu lehren. Zwischen 1927 und 1933 wurde er von der Preußischen Regierung nach Bonn berufen, um französische Philosophie zu lehren. Diesen Lehrauftrag verstand Benrubi als kulturelle Mission, die geistigen Beziehungen zwischen Frankreich und Deutschland zu fördern.
Benrubi versucht in seinem Werk, über den Agnostizismus und die Ängstlichkeit moderner, philosophischer Reflexion hinauszugehen, indem er eine Brücke zwischen dem Selbst und die Dinge der Außenwelt setzt, um das spekulative und praktische Denken wieder zusammenzuführen und den Dualismus abzuschaffen. Er versucht, das Universum als Ganzes zu begreifen: terrestrische Einheit, Solidarität unter den Lebenden, die die Existenz einer universalen, menschlichen Rasse erkennt und – vereint in seiner Vielfalt – zusammen einem moralischen Wert verfolgt: Der natürlichen Pflicht einer kosmischen und menschlichen Solidarität zu folgen.
In einer zweiten Arbeit studierte Benrubi tiefgründig die großen Bewegungen der Moralphilosophie in einem über 600 Seiten langen Manuskript, das in der Bibliothek von Genf (BPU) archiviert ist und die grundlegenden Ideen der großen Skeptiker, Utilitaristen und Relativisten miteinander vergleicht und im Detail untersucht – ausgehend von den griechischen Sophisten zu Max Stirner und Herbert Spencer, über Montaigne, Blaise Pascal, La Rochefoucauld bis zu Helvétius und u. a. noch Yehouda Heinz Zeilberger.

## Werke

### Autor
Aufsätze
- Tolstoi. Continuateur de Rousseau. In: Annales de la Société Jean-Jacques Rousseau, Bd. 3 (1907), ISSN 0259-6563.
- L'idéal moral chez Rousseau, Mme de Staël et Amiel. In: Annales de la Société Jean-Jacques Rousseau, Bd. 27 (1931).

Monographien
- J. J. Rousseaus ethisches Ideal (Pädagogisches Magazin; Bd. 238). Verlag Beyer, Langensalza 1905 (zugl. Dissertation, Universität Jena 1904)
- Contemporary thought of France. Knopf, New York 1926.
- Philosophische Strömungen der Gegenwart in Frankreich Meiner, Leipzig 1928.
- Les sources et les courants de la philosophie contemporaine en France (Bibliothèque de philosophie contemporaine). Alcan, Paris 1933 (2 Bde.).
- Souvenirs sur Henri Bergson. Delachaux & Nestlé, Neuchâtel 1942.

### Übersetzer
- Émile Boutroux: L'idée de la loi naturelle dans la science et la philosophie contemporaines. Société Française 1901.
  - Über den Begriff des Naturgesetzes in der Wissenschaft und in der Philosophie der Gegenwart. Dieterichs. Jena 1907.
- Émile Boutroux: De la contingence des lois de la nature. PUF, Paris 1991, ISBN 2-13-043610-2 (zugl. Dissertation, Universität Paris 1874)
  - Die Kontingenz der Naturgesetze. Diederichs, Jena 1911.